# Camden McLellan
Camden McLellan (Johannesburg, 7 juni 2004) is een Zuid-Afrikaans motorcrosser.

## Carrière
McLellan groeide op met racen in de junioren in zijn geboorteland Zuid-Afrika. In deze periode won hij verschillende nationale kampioenschappen en sloot hij zich aan bij het Red Bull KTM Zuid-Afrika team. Na het behalen van zijn eerste titel in de 85cc Pro Mini-klasse in 2016 reisde McLellan naar de Verenigde Staten om deel te nemen aan het Thor Mini O's-evenement. Hij verdedigde met succes zijn Pro Mini-titel in 2017 en combineerde dit met een parttime raceprogramma in Europa. Hierna nam McLellan deel aan het FIM Motocross Junior Wereldkampioenschap van 2017, waar hij vijf punten scoorde in de 85cc-klasse.
In 2018 maakte McLellan zijn fulltime overstap naar Europa en tekenende voor het Duitse Kosak KTM team. Deze stap leverde hem de Junior Cup 85-klasse in Duitsland op en won de EMX85-klasse van het Europees Kampioenschap Motocross van 2018. Daarmee versloeg hij zowel Kay de Wolf als Liam Everts en werd hij de eerste Zuid-Afrikaan die een Europese titel won. Daarna eindigde hij als vijfde in het algemeen klassement van het Junior World Championship in Australië. McLellan bleef bij het Kosak-team en maakte de overstap naar het Europees Kampioenschap van 2019 met een 125cc KTM. In zijn eerste volledige seizoen op de 125cc eindigde hij als achttiende in het eindklassement met vier toptienplaatsen. In Duitsland eindigde McLellan als derde in de 125cc Cup-klasse van de ADAC MX Masters en in het FIM Junior World Championship Motocross van 2019 eindigde hij als zesde in het algemeen klassement met twee negende plaatsen.
Hierna tekende McLellan voor het No Fear Jumbo BT Racing Team op een Husqvarna. Na de openingsronde van de EMX125-klasse van het Europees Kampioenschap 2020 te hebben gereden, reed McLellan de rest van het seizoen in de EMX250-klasse, waar hij als zeventiende eindigde in het eindklassement. Hij bleef bij het team voor het Europees Kampioenschap 2021 en na drie ronden te hebben gemist, eindigde hij als zestiende algemeen in het eindklassement van de EMX250, met een vijfde plaats in de openingsrace in Duitsland als beste resultaat. Hierna vertegenwoordigde hij voor het eerst Zuid-Afrika op de Motorcross der Naties 2021. Hij eindigde op een zesde plaats in de kwalificatierace op zaterdag, voor Simon Längenfelder, Mikkel Haarup en Roan van de Moosdijk. Voor het seizoen 2022 stapte McLellan over naar het TBS Conversions Racing Team. Door deze overstap eindigde de Zuid-Afrikaan als vierde in het eindklassement van de EMX250-klasse van het Europees Kampioenschap van 2022, waarbij hij in de laatste drie ronden twee podiumplaatsen behaalde. Daarnaast reed hij in twee ronden van het FIM Wereldkampioenschap motorcross van 2022 in de MX2-klasse, waar hij dertien punten behaalde tijdens zijn tweede deelname in Tsjechië. Door deze resultaten werd McLellan geselecteerd om Zuid-Afrika te vertegenwoordigen op de Motorcross der Naties 2022, zijn tweede deelname op rij aan het evenement.
McLellan maakte de overstap naar de MX2-klasse in het FIM Wereldkampioenschap Motorcross van 2023, waar hij fulltime voor het JM Honda Racing-team van Jacky Martens reed. Een schouderblessure in de voorbereiding op het seizoen leidde tot een ontwrichting tijdens de training van de openingsronde. Hij keerde terug in de zevende ronde en behaalde verschillende opmerkelijke resultaten in de tweede seizoenshelft, waaronder een vijfde plaats in het algemeen klassement van de Zweedse Grand Prix. Hierna racete McLellan in de Motorcross der Naties 2023, waar hij deel uitmaakte van het Zuid-Afrikaanse team dat als dertiende eindigde. Voor het seizoen 2024 werd hij samen met Mikkel Haarup gecontracteerd om te rijden voor het Monster Energy Triumph Racing Team, waardoor hij deel uitmaakte van Triumph's terugkeer naar de sport. Hierdoor zou McLellan voor het eerst een consistente koploper worden in de MX2-klasse en zijn eerste algehele podium behalen met een derde plaats algemeen bij de ronde in Sardinië. Hij miste vijf ronden halverwege het seizoen vanwege een gebroken kuitbeen, opgelopen in Portugal, en pakte bij zijn terugkeer nog twee derde plaatsen om als negende te eindigen in het eindklassement. Voor het vierde jaar op rij vertegenwoordigde McLellan Zuid-Afrika door te rijden in de MX2-klasse tijdens de Motorcross der Naties 2024.
Ook in 2025 komt McLellan uit voor Triumph. Tijdens de GP van Trentino wist McLellan voor het eerst een reeks te winnen, een primeur voor hemzelf en Triumph.

## Palmares
- 2018:  EMX85